# Belleville (Arkansas)
Belleville è una città statunitense situata nello Stato dell'Arkansas, nella Contea di Yell.